# St Anne's College, Oxford

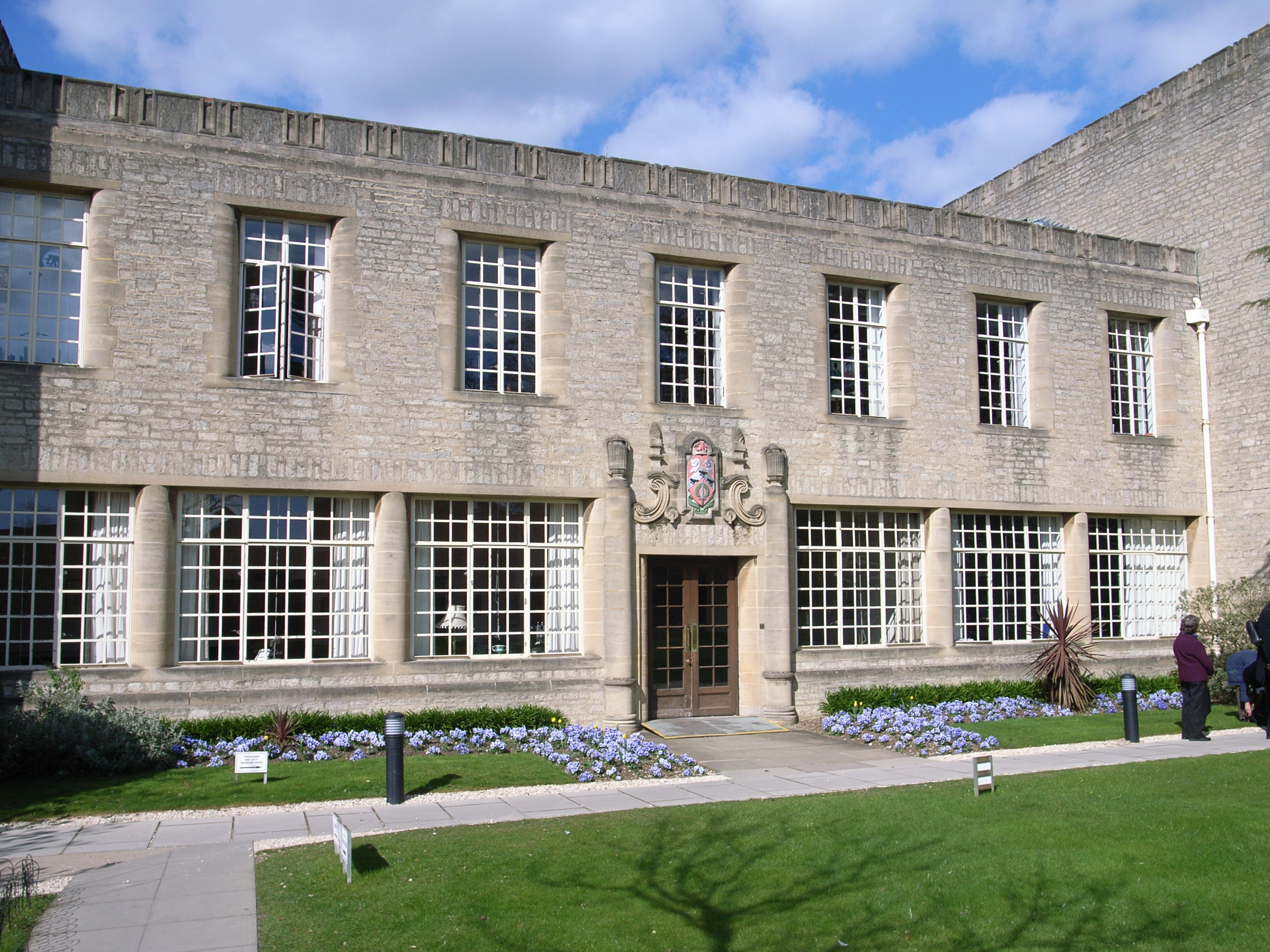
Hartland House inrymmer bland annat St Anne's sällskapsrum och administrativa kontor.

St Anne's College är ett college vid Oxfords universitet i England. Colleget grundades som The Society of Oxford Home-Students 1879, i syfte att göra Oxfordutbildning tillgänglig för kvinnor från alla socioekonomiska bakgrunder, och var under sina första hundra år enbart öppet för kvinnliga studerande. 1952 fick det status som fullvärdigt medlemscollege vid universitetet och 1979 öppnade man, i likhet med många andra college vid samma tid, för antagning av manliga och kvinnliga studenter på samma villkor.
Colleget är fortfarande ett av de Oxfordcollege som har högst andel kvinnliga studenter. Colleget hade ursprungligen flera mindre studentboenden i olika delar av Oxford, men är sedan 1930-talet inrymt i de nuvarande byggnaderna mellan Banbury Road och Woodstock Road i norra Oxford.

## Kända medlemmar
Bland kända personer som undervisat vid colleget märks historikern Tony Judt och författaren Iris Murdoch.
Collegets alumner inkluderar bland andra den liberala politikern och ekonomen Danny Alexander, sociologen och feministaktivisten Hilary Wainwright, den konservativa politikern Janet Young, journalisterna Tina Brown och Polly Toynbee, antropologen Mary Douglas, filmregissörerna Mary Harron och Kevin Macdonald, rapparen Mr Hudson, dirigenten Simon Rattle samt författarna Karen Armstrong, Helen Fielding, Diana Wynne Jones, Penelope Lively och Susan Sontag.